# Регнер, Оса
Оса Регнер (швед. Åsa Regnér, полное имя Åsa Charlotte Regnér, урождённая Pettersson; род. 1964) — шведский государственный деятель и политик.

## Биография
Родилась 26 августа 1964 года в Стокгольме. Росла в Линчёпинге и Мутале, во взрослом возрасте приняла девичью фамилию матери.
С 1984 по 1985 год изучала политологию, социологию и немецкую литературу в Университете Эрлангена — Нюрнберга, Германия. Затем училась в Стокгольмском университете, где получила степень бакалавра в испанской и немецкой истории искусства. В 2011 году получила степень магистра в области развития демократии, окончив Уппсальский университет.
Работала в качестве чиновника в Министерстве занятости Швеции и функционера профсоюзного центра Tjänstemännens centralorganisation (TCO). Во время пребывания Йенса Орбака на посту министра по вопросам гендерного равенства в социал-демократическом правительстве Ханса Перссона, Оса Регнер работала вместе с Орбаком в канцелярии премьер-министра, впоследствии работала чиновником в Министерстве юстиции Швеции. В 2007–2012 годах она была генеральным секретарем Шведской национальной ассоциации сексуального просвещения (RFSU, Riksförbundet för sexuell upplysning). Затем в течение короткого промежутка времени работала региональным директором структуры ООН-женщины в Боливии (в 2013—2014 годах).
3 октября 2014 года Регнер была назначена министром по делам детей, пожилых людей и равенства в первое правительство Лёвена. 7 марта 2018 года она объявила о своем уходе с министерского поста, чтобы занять позицию в штаб-квартире ООН в качестве заместителя исполнительного директора организации ООН-женщины. Преемницей Осы Регнер стала Лена Халленгрен, вступившая в должность 8 марта 2018 года.

### Личная жизнь
C 1993 по 1996 год Оса Регнер была замужем за экономистом Хоканом Регнером (до женитьбы носил фамилию Andersson). Затем была партнёром Пера Седелла (Per Cedell, род. 1967), который является внуком священнослужителя Бертиля Седелла. У Осы Регнер и Пера Седелла есть дочь (род. 2001) и сын (род. 2003).